# Symmachia rubina
Symmachia rubina is een vlindersoort uit de familie van de prachtvlinders (Riodinidae), onderfamilie Riodininae.
Symmachia rubina werd in 1866 beschreven door H. Bates.